# ایوان لندل
ایوان لندل (انگلیسی: Ivan Lendl؛ زاده ۷ مارس ۱۹۶۰) بازیکن سابق و مربی تنیس اهل چکسلواکی است. به‌طور گسترده به عنوان یکی از بزرگ‌ترین بازیکنان تنیس تمام دوران شناخته می‌شود.او به مدت ۲۷۰ هفته (رتبه چهارم بیشترین تعداد تمام دوران) توسط انجمن تنیس حرفه‌ای‌ها (ATP) در رتبه اول جهان در بخش انفرادی مردان قرار داشت و چهار بار نیز به عنوان نفر اول پایان سال انتخاب شد.